# Copa Árabe Sub-17 2022
La Copa Árabe Sub-17 2022 fue la cuarta  edición de dicho torneo. Se llevó a cabo en  Argelia del 23 de agosto al 8 de septiembre de 2022.
El anfitrión Argelia ganó el torneo por primera vez después de vencer a Marruecos en los penales por el marcador de 4-2.

## Participantes
- En cursiva los equipos debutantes.

| - Argelia (anfitrión) - Comoras - Egipto - Irak - Líbano - Libia - Marruecos - Mauritania | - Palestina - Omán - Arabia Saudita - Sudán - Siria - Túnez - Emiratos Árabes Unidos - Yemen |

## Sedes
La ciudad de Orán albergó el torneo, pero se asignaron dos estadios de otras dos ciudades, Sig y Mostaganem, para albergar los partidos.
| Ciudad     | Estadio                   | Capacidad |
| ---------- | ------------------------- | --------- |
| Sig        | Estadio Abdelkrim Kerroum | 20,000    |
| Mostaganem | Estadio Mohamed Bensaïd   | 18,000    |

## Fase de grupos

### Grupo A
| Pos. | Equipo                 | Pts. | PJ | G | E | P | GF | GC | Dif. | Clasificación 2022                 |
| ---- | ---------------------- | ---- | -- | - | - | - | -- | -- | ---- | ---------------------------------- |
| 1    | Argelia                | 9    | 3  | 3 | 0 | 0 | 10 | 0  | +10  | Clasificado a los cuartos de final |
| 2    | Sudán                  | 6    | 3  | 2 | 0 | 1 | 5  | 2  | +3   | Clasificado a los cuartos de final |
| 3    | Emiratos Árabes Unidos | 1    | 3  | 0 | 1 | 2 | 0  | 5  | −5   |                                    |
| 4    | Palestina              | 1    | 3  | 0 | 1 | 2 | 0  | 8  | −8   |                                    |

Actualizado a los partidos jugados el 29 de agosto de 2022.
 Fuente: 
| Fecha                       | Lugar      |                        |                                   | Resultado |                                   |                        |
| --------------------------- | ---------- | ---------------------- | --------------------------------- | --------- | --------------------------------- | ---------------------- |
| 23 de agosto de 2022, 17:00 | Sig        | Argelia                | Bandera de Argelia                | 5:0       | Bandera de Palestina              | Palestina              |
| 23 de agosto de 2022, 17:00 | Mostaganem | Emiratos Árabes Unidos | Bandera de Emiratos Árabes Unidos | 0:2       | Bandera de Sudán                  | Sudán                  |
| 26 de agosto de 2022, 20:00 | Mostaganem | Palestina              | Bandera de Palestina              | 0:0       | Bandera de Emiratos Árabes Unidos | Emiratos Árabes Unidos |
| 26 de agosto de 2022, 20:00 | Sig        | Sudán                  | Bandera de Sudán                  | 0:2       | Bandera de Argelia                | Argelia                |
| 29 de agosto de 2022, 17:00 | Sig        | Argelia                | Bandera de Argelia                | 3:0       | Bandera de Emiratos Árabes Unidos | Emiratos Árabes Unidos |
| 29 de agosto de 2022, 17:00 | Mostaganem | Sudán                  | Bandera de Sudán                  | 3:0       | Bandera de Palestina              | Palestina              |

### Grupo B
| Pos. | Equipo | Pts. | PJ | G | E | P | GF | GC | Dif. | Clasificación 2022                 |
| ---- | ------ | ---- | -- | - | - | - | -- | -- | ---- | ---------------------------------- |
| 1    | Yemen  | 5    | 3  | 1 | 2 | 0 | 5  | 2  | +3   | Clasificado a los cuartos de final |
| 2    | Túnez  | 5    | 3  | 1 | 2 | 0 | 3  | 2  | +1   | Clasificado a los cuartos de final |
| 3    | Libia  | 5    | 3  | 1 | 2 | 0 | 3  | 2  | +1   |                                    |
| 4    | Omán   | 0    | 3  | 0 | 0 | 3 | 2  | 7  | −5   |                                    |

Actualizado a los partidos jugados el 29 de agosto de 2022.
 Fuente: 
| Fecha                       | Lugar      |       |                  | Resultado |                  |       |
| --------------------------- | ---------- | ----- | ---------------- | --------- | ---------------- | ----- |
| 23 de agosto de 2022, 20:00 | Sig        | Túnez | Bandera de Túnez | 0:0       | Bandera de Libia | Libia |
| 23 de agosto de 2022, 20:00 | Mostaganem | Omán  | Bandera de Omán  | 0:3       | Bandera de Yemen | Yemen |
| 26 de agosto de 2022, 17:00 | Mostaganem | Libia | Bandera de Libia | 2:1       | Bandera de Omán  | Omán  |
| 26 de agosto de 2022, 17:00 | Sig        | Yemen | Bandera de Yemen | 1:1       | Bandera de Túnez | Túnez |
| 29 de agosto de 2022, 20:00 | Sig        | Túnez | Bandera de Túnez | 2:1       | Bandera de Omán  | Omán  |
| 29 de agosto de 2022, 20:00 | Mostaganem | Yemen | Bandera de Yemen | 1:1       | Bandera de Libia | Libia |

### Grupo C
| Pos. | Equipo     | Pts. | PJ | G | E | P | GF | GC | Dif. | Clasificación 2022                 |
| ---- | ---------- | ---- | -- | - | - | - | -- | -- | ---- | ---------------------------------- |
| 1    | Irak       | 7    | 3  | 2 | 1 | 0 | 5  | 3  | +2   | Clasificado a los cuartos de final |
| 2    | Marruecos  | 6    | 3  | 2 | 0 | 1 | 3  | 2  | +1   | Clasificado a los cuartos de final |
| 3    | Comoras    | 3    | 3  | 1 | 0 | 2 | 4  | 5  | −1   |                                    |
| 4    | Mauritania | 1    | 3  | 0 | 1 | 2 | 3  | 5  | −2   |                                    |

Actualizado a los partidos jugados el 30 de agosto de 2022.
 Fuente: 
| Fecha                       | Lugar      |            |                       | Resultado |                       |            |
| --------------------------- | ---------- | ---------- | --------------------- | --------- | --------------------- | ---------- |
| 24 de agosto de 2022, 17:00 | Sig        | Marruecos  | Bandera de Marruecos  | 1:2       | Bandera de Irak       | Irak       |
| 24 de agosto de 2022, 17:00 | Mostaganem | Comoras    | Bandera de Comoras    | 3:2       | Bandera de Mauritania | Mauritania |
| 27 de agosto de 2022, 20:00 | Mostaganem | Irak       | Bandera de Irak       | 2:1       | Bandera de Comoras    | Comoras    |
| 27 de agosto de 2022, 20:00 | Sig        | Mauritania | Bandera de Mauritania | 0:1       | Bandera de Marruecos  | Marruecos  |
| 30 de agosto de 2022, 17:00 | Sig        | Marruecos  | Bandera de Marruecos  | 1:0       | Bandera de Comoras    | Comoras    |
| 30 de agosto de 2022, 17:00 | Mostaganem | Mauritania | Bandera de Mauritania | 1:1       | Bandera de Irak       | Irak       |

### Grupo D
| Pos. | Equipo         | Pts. | PJ | G | E | P | GF | GC | Dif. | Clasificación 2022                 |
| ---- | -------------- | ---- | -- | - | - | - | -- | -- | ---- | ---------------------------------- |
| 1    | Egipto         | 9    | 3  | 3 | 0 | 0 | 17 | 0  | +17  | Clasificado a los cuartos de final |
| 2    | Arabia Saudita | 6    | 3  | 2 | 0 | 1 | 10 | 6  | +4   | Clasificado a los cuartos de final |
| 3    | Siria          | 1    | 3  | 0 | 1 | 2 | 3  | 9  | −6   |                                    |
| 4    | Líbano         | 1    | 3  | 0 | 1 | 2 | 0  | 15 | −15  |                                    |

Actualizado a los partidos jugados el 30 de agosto de 2022.
 Fuente: 
| Fecha                       | Lugar      |                |                           | Resultado |                           |                |
| --------------------------- | ---------- | -------------- | ------------------------- | --------- | ------------------------- | -------------- |
| 24 de agosto de 2022, 20:00 | Sig        | Egipto         | Bandera de Egipto         | 3:0       | Bandera de Arabia Saudita | Arabia Saudita |
| 24 de agosto de 2022, 20:00 | Mostaganem | Siria          | Bandera de Siria          | 0:0       | Bandera de Líbano         | Líbano         |
| 27 de agosto de 2022, 17:00 | Mostaganem | Arabia Saudita | Bandera de Arabia Saudita | 4:3       | Bandera de Siria          | Siria          |
| 27 de agosto de 2022, 17:00 | Sig        | Líbano         | Bandera de Líbano         | 0:9       | Bandera de Egipto         | Egipto         |
| 30 de agosto de 2022, 20:00 | Sig        | Egipto         | Bandera de Egipto         | 5:0       | Bandera de Siria          | Siria          |
| 30 de agosto de 2022, 20:00 | Mostaganem | Líbano         | Bandera de Líbano         | 0:6       | Bandera de Arabia Saudita | Arabia Saudita |

## Fase final

### Cuartos de final
| Fecha                          | Lugar      |         |                    | Resultado      |                           |                |
| ------------------------------ | ---------- | ------- | ------------------ | -------------- | ------------------------- | -------------- |
| 1 de septiembre de 2022, 16:30 | Mostaganem | Argelia | Bandera de Argelia | 1:1 (3:1 pen.) | Bandera de Túnez          | Túnez          |
| 1 de septiembre de 2022, 20:00 | Mostaganem | Yemen   | Bandera de Yemen   | 1:0            | Bandera de Sudán          | Sudán          |
| 2 de septiembre de 2022, 16:30 | Mostaganem | Irak    | Bandera de Irak    | 1:4            | Bandera de Arabia Saudita | Arabia Saudita |
| 2 de septiembre de 2022, 20:00 | Mostaganem | Egipto  | Bandera de Egipto  | 0:2            | Bandera de Marruecos      | Marruecos      |

### Semifinales
| Fecha                          | Lugar |         |                    | Resultado      |                           |                |
| ------------------------------ | ----- | ------- | ------------------ | -------------- | ------------------------- | -------------- |
| 5 de septiembre de 2022, 16:30 | Sig   | Argelia | Bandera de Argelia | 0:0 (5:4 pen.) | Bandera de Arabia Saudita | Arabia Saudita |
| 5 de septiembre de 2022, 20:00 | Sig   | Yemen   | Bandera de Yemen   | 0:2            | Bandera de Marruecos      | Marruecos      |

### Final
| Fecha                          | Lugar |         |                    | Resultado      |                      |           |
| ------------------------------ | ----- | ------- | ------------------ | -------------- | -------------------- | --------- |
| 8 de septiembre de 2022, 20:00 | Sig   | Argelia | Bandera de Argelia | 1:1 (4:2 pen.) | Bandera de Marruecos | Marruecos |

## Campeón
| Copa Árabe Sub-17 2022 |
| ---------------------- |
| Bandera de Argelia     |
| Argelia 1.er título    |

## Goleadores
- Actualizado el 8 de septiembre de 2022.

| Jugador            | Selección      | Goles |
| ------------------ | -------------- | ----- |
| Talal Haji         | Arabia Saudita | 7     |
| Ayman Abdel Aziz   | Egipto         | 3     |
| Omar Hamdeen Khedr | Egipto         | 3     |
| Ali Akbar          | Irak           | 3     |
| Musa Hussein       | Sudán          | 3     |

## Derechos de transmisión
Los canales que transmitieron la competencia fueron los dos canales argelinos Argelia 6 y Argelia Web y también todos los canales que son miembros de la Unión de Radiodifusión de los Estados Árabes (ASBU).